# Leichlinger TV
Der Leichlinger TV ist ein Sportverein in der nordrhein-westfälischen Stadt Leichlingen (Rheinland) im Rheinisch-Bergischen Kreis. Überregional bekannt ist der Verein durch seine Erfolge im Handball. Die erste Männermannschaft des Vereins spielte in der 3. Liga.

## Die Historie des Handballs beim LTV
1931 wurde aus der Turnriege des Vereins heraus die Handballabteilung als Unterabteilung gegründet. Für erste Erfolge sollten über 40 Jahre vergehen. 1975 wurde die 1. Männermannschaft Zweiter in der 2. Kreisklasse. Im Folgejahr kam dann der Aufstieg in die 1. Klasse und ein Jahr später der Aufstieg in die Kreisliga. 1994 kam der Aufstieg in die Landesliga und bereits ein Jahr später spielte der LTV in der Verbandsliga. 1999 kam dann der Aufstieg in die Oberliga und in der Saison 2003/04 der Aufstieg in die Regionalliga.
In der Saison 2007/08 wurde der Leichlinger TV Meister der Handball-Regionalliga West und stieg damit erstmals in seiner Geschichte in die 2. Handball-Bundesliga auf. Ihre erste Zweitligasaison beendete die Mannschaft 2009 auf dem vorletzten Platz der Südgruppe, der nur aufgrund des Rückzugs der HR Ortenau und des Zusammenschlusses der TSG Münster mit der SG Wallau zum Klassenerhalt reichte. Eine Saison später belegte die Mannschaft den letzten Rang in der Abschlusstabelle und stieg somit ab.
In der Saison 2015/16 wurde der Leichlinger TV Meister der Dritten Liga West. Der damit verbundene Aufstieg in die 2. Handball-Bundesliga wurde aus finanziellen Gründen jedoch nicht wahrgenommen. Im Juli 2021 wurde die Heimspielhalle durch Überflutung auf längere Zeit unbenutzbar. Nachdem der LTV einen Rückzug aus der 3. Liga zum Saisonende 2021/22 angekündigt hatte, musste die Drittligamannschaft nach diversen Abgängen schon im Januar 2022 abgemeldet werden.

## Bekannte Spieler
- Matthias Aschenbroich
- Harald Feuchtmann Perez
- Eryk Kałuziński
- Valdas Novickis
- Anthony Pistolesi
- Matthias Reckzeh
- Jürgen Suppanschitz
- Henning Wiechers

## Andere Abteilungen des Vereins
Neben der Handballabteilung hat der Vereine noch Abteilungen in den Sportarten:
- Basketball
- Breitensport (Turnen)
- Faustball
- Handball
- Leichtathletik
- Rasenkraftsport
- Tennis
- Volleyball

Insgesamt zählt der 1883 gegründete Verein 1696 Mitglieder (Stand Januar 2008).